# Башин
Башин је насеље у Србији у општини Смедеревска Паланка у Подунавском округу. Према попису из 2022. има 375 становника (према попису из 2011. било је 444 становника).

## Историја
Место се налази југозападно од Паланке, на путу Паланка-Топола.
Башин је млађе насеље, постало устанка. Предање нам вели да је име селу дошло по томе, што је онда било имање неког паше. У арачким списковима из 19. века помиње се Башин 1822. године и тада је имао 18 кућа. Године 1846. село је имало 39 кућа, а по попису из 1921. године у селу је било 159 кућа са 767 становника.
Предање нам вели да је село основао Марко, предак Старћевића. Око 1730. године он је дошао из Црне Горе најпре у Церовац, а из Церовца овамо. Затим мало доцније дошли Паштрмци из Паштрме, засеока села Рамаће. О овоме насељавању има и архивских података. 27. јула 1823. године под Н.1416. „дано је објављеније Стојану Радосављевићу из Паштрме, Ранку Манојловићу, Манојлу Миловановићу, Милану и Милоју Бочаревићима, Михалу Сремцу из Рамаће и Вућићу Милосављевићу из Добраче да се населе на алију (спахиска земља која је после одласка Турака припала Србима) Башину у Нахији Смедеревској, и да им даду тамо села Церовац и Ратари, њиве и ливаде у алијама тамошњег мездрајама“(подаци крајем 1921. године).
Овде се налази Окућница Латинке Ивановић у Башину.

## Демографија
У насељу Башин живи 461 пунолетни становник, а просечна старост становништва износи 44,3 година (43,8 код мушкараца и 44,7 код жена). У насељу има 169 домаћинстава, а просечан број чланова по домаћинству је 3,27.
Ово насеље је великим делом насељено Србима (према попису из 2002. године), а у последња три пописа, примећен је пад у броју становника.
|  |

| Демографија | Демографија | Демографија |
| Година      | Становника  | Становника  |
| ----------- | ----------- | ----------- |
| 1948.       | 912         |             |
| 1953.       | 868         |             |
| 1961.       | 820         |             |
| 1971.       | 751         |             |
| 1981.       | 736         |             |
| 1991.       | 663         | 610         |
| 2002.       | 552         | 608         |
| 2011.       | 444         |             |
| 2022.       | 375         |             |

| Етнички састав према попису из 2002.‍ | Етнички састав према попису из 2002.‍ | Етнички састав према попису из 2002.‍ | Етнички састав према попису из 2002.‍ | Етнички састав према попису из 2002.‍ |
| ------------------------------------ | ------------------------------------ | ------------------------------------ | ------------------------------------ | ------------------------------------ |
|                                      |                                      |                                      |                                      |                                      |
| Срби                                 | Срби                                 |                                      | 537                                  | 97,28%                               |
| Роми                                 | Роми                                 |                                      | 13                                   | 2,35%                                |
| непознато                            | непознато                            |                                      | 0                                    | 0,0%                                 |

| Година пописа     | 1948. | 1953. | 1961. | 1971. | 1981. | 1991. | 2002. |
| ----------------- | ----- | ----- | ----- | ----- | ----- | ----- | ----- |
| Број домаћинстава | 201   | 203   | 201   | 192   | 188   | 177   | 169   |

| Број чланова      | 1  | 2  | 3  | 4  | 5  | 6  | 7 | 8 | 9 | 10 и више | Просек |
| ----------------- | -- | -- | -- | -- | -- | -- | - | - | - | --------- | ------ |
| Број домаћинстава | 39 | 35 | 31 | 18 | 17 | 17 | 8 | 2 | 1 | 1         | 3,27   |

| Пол    | Укупно | Неожењен/Неудата | Ожењен/Удата | Удовац/Удовица | Разведен/Разведена | Непознато |
| ------ | ------ | ---------------- | ------------ | -------------- | ------------------ | --------- |
| Мушки  | 225    | 56               | 143          | 17             | 9                  | 0         |
| Женски | 253    | 36               | 142          | 65             | 9                  | 1         |
| УКУПНО | 478    | 92               | 285          | 82             | 18                 | 1         |

| Пол    | Укупно                    | Пољопривреда, лов и шумарство | Рибарство                            | Вађење руде и камена | Прерађивачка индустрија       |
| ------ | ------------------------- | ----------------------------- | ------------------------------------ | -------------------- | ----------------------------- |
| Мушки  | 141                       | 85                            | 0                                    | 0                    | 30                            |
| Женски | 79                        | 43                            | 0                                    | 0                    | 10                            |
| УКУПНО | 220                       | 128                           | 0                                    | 0                    | 40                            |
| Пол    | Производња и снабдевање   | Грађевинарство                | Трговина                             | Хотели и ресторани   | Саобраћај, складиштење и везе |
| Мушки  | 2                         | 9                             | 2                                    | 0                    | 4                             |
| Женски | 0                         | 0                             | 6                                    | 7                    | 1                             |
| УКУПНО | 2                         | 9                             | 8                                    | 7                    | 5                             |
| Пол    | Финансијско посредовање   | Некретнине                    | Државна управа и одбрана             | Образовање           | Здравствени и социјални рад   |
| Мушки  | 0                         | 0                             | 3                                    | 1                    | 2                             |
| Женски | 0                         | 1                             | 0                                    | 5                    | 5                             |
| УКУПНО | 0                         | 1                             | 3                                    | 6                    | 7                             |
| Пол    | Остале услужне активности | Приватна домаћинства          | Екстериторијалне организације и тела | Непознато            | Непознато                     |
| Мушки  | 1                         | 0                             | 0                                    | 2                    | 2                             |
| Женски | 1                         | 0                             | 0                                    | 0                    | 0                             |
| УКУПНО | 2                         | 0                             | 0                                    | 2                    | 2                             |

## Коришћена Литература:
- Коришћена Литература:
- Извор Монографија Подунавске области 1812-1927 саставио Др, Владимир Марган бив. Председник Обласног одбора Комесар Обласне Самоуправе, објавјено (1927 г.)„Напредак Панчево,,
- „Летопис“: Подунавска места и обичаји Марина (Беч 1999 г.).

Летопис период 1812 – 2009 г. Саставио од Писаних трагова, Летописа, по предању места у Јужној Србији, места и обичаји настанак села ко су били Досељеници чиме се бавили мештани
- „Насеља“ књ.13 (др. Б. М. Дробњаковић: Смедеревско подунавље и Јасенице
- „Насеља“ књ.22.(Дн. Т. П. Ђорђевић: Архивска грађа за насеља у Србији ) и из „Летописа“ општине села села Бешина, Бр.417
- Напомена

У уводном делу аутор је дао кратак историјски преглед овог подручја од праисторијских времена до стварање државе Краљевине Срба, Хрвата и Словенаца. Највећи прилог у овом делу чине ,»Летописи« и трудио се да не пропусти ниједну важну чињеницу у прошлости описиваних места.